# غرايم جونز
غرايم جونز (بالإنجليزية: Graeme Jones)‏ (13 مارس 1970 بغيتسهيد في المملكة المتحدة - ) هو لاعب كرة قدم بريطاني في مركز الهجوم. لعب مع سانت جونستون ونادي بوري ونادي دونكاستر روفرز ونادي ساوثيند يونايتد وهاميلتون أكاديميكال وويغان أتلتيك ونادي كلايد وبريدلينغتون تاون ‏ ونادي بوسطن يونايتد.

## وصلات خارجية
- غرايم جونز على موقع قاعدة بيانات كرة القدم.إي يو (الإنجليزية)
- غرايم جونز على موقع Soccerbase.com (لاعب) (الإنجليزية)
- غرايم جونز على موقع Soccerbase.com (مدرب) (الإنجليزية)
- غرايم جونز على موقع عالم كرة القدم.نت (الإنجليزية)